# Административное деление Федеративных Штатов Микронезии
Федеративные Штаты Микронезии включают 4 штата:
| Флаг штата      | Штат   | Административный центр штата | Территория штата, км² | Население штата, чел. (2010) | Плотность населения, чел./км² |
| --------------- | ------ | ---------------------------- | --------------------- | ---------------------------- | ----------------------------- |
| Flag of Chuuk   | Чуук   | Вено                         | 127                   | 48 654                       | 383,10                        |
| Flag of Kosrae  | Кусаие | Тофол                        | 109                   | 6616                         | 60,70                         |
| Flag of Pohnpei | Понпеи | Колониа (Понпеи)             | 344                   | 36 196                       | 105,22                        |
| Flag of Yap     | Яп     | Колониа (Яп)                 | 122                   | 11 377                       | 93,25                         |
|                 | Всего  |                              | 702                   | 102 843                      | 146,50                        |